# ماري موسر
ماري موسر (بالإنجليزية: Marie Moser)‏ (1948)؛ روائية كندية.